# H1-Schmierstoff
H1-Schmierstoffe sind Schmierstoffe für Maschinen und Anlagen in der Lebensmittel- und Futtermittelindustrie. Solche lebensmittelverträglichen Schmiermittel (Schmieröle oder Schmierfette) können hinsichtlich Wasserbeständigkeit, Tieftemperatureigenschaften, Langlebigkeit und Stabilität gegen Umgebungseinflüsse den konventionellen Schmierstoffen gegenüber gleichwertig oder überlegen sein.
Die US-amerikanische Food and Drug Administration (FDA) hat eine Positivliste von Grundölen und Additiven erstellt, die in geringen Konzentrationen gelegentlich mit Lebensmitteln in direkten Kontakt kommen dürfen. Die ebenfalls US-amerikanische Organisation NSF International (früher National Sanitation Foundation genannt) prüft, ob Schmierstoffe lebensmittelverträglich sind. Schmierstoffe mit gelegentlich direktem Kontakt mit Lebensmitteln erhalten ggf. den Freigabestatus H1, diese erfüllen die Anforderungen der FDA-Regel 21 CFR 178.3570. Wo es zu gelegentlichem – technisch nicht vermeidbarem – Kontakt mit Lebensmitteln kommen kann, dürfen in den USA nur Schmierstoffe der Klasse NSF H1 verwendet werden.
In Europa gibt es analoge Anforderungen an die Lebensmittelverträglichkeit von Schmiermitteln, die – auch nur gelegentlich – mit Lebensmitteln in direkten Kontakt kommen. In Regelwerken, wie dem International Featured Standard, wird dafür die Verwendung solcher Schmierstoffe explizit gefordert und in Audits wird das auch regelmäßig überprüft.
Im Gegensatz zu H1- sind H2-Schmierstoffe für den Kontakt mit Lebensmitteln nicht zugelassen.